# Peramelinae
I Peramelini (Peramelinae Gray, 1825) sono una sottofamiglia di marsupiali della famiglia dei Peramelidi. Comprende sette specie di bandicoot, tra cui l'ormai estinto bandicoot del deserto (Perameles eremiana).

## Classificazione
- Sottofamiglia Peramelinae
  - Genere Isoodon: bandicoot dal naso corto
    - Bandicoot dorato, Isoodon auratus
    - Bandicoot bruno settentrionale, Isoodon macrourus
    - Bandicoot bruno meridionale, Isoodon obesulus

  - Genere Ischnodon †
    - Ischnodon australis † (fossile)

  - Genere Perameles: bandicoot dal naso lungo
    - Bandicoot fasciato occidentale, Perameles bougainville
    - Bandicoot fasciato orientale, Perameles gunnii
    - Bandicoot dal naso lungo, Perameles nasuta
    - Bandicoot del deserto, Perameles eremiana †
    - Perameles allinghamensis † (fossile)
    - Perameles bowensis † (fossile)